# Arquivos anarquistas

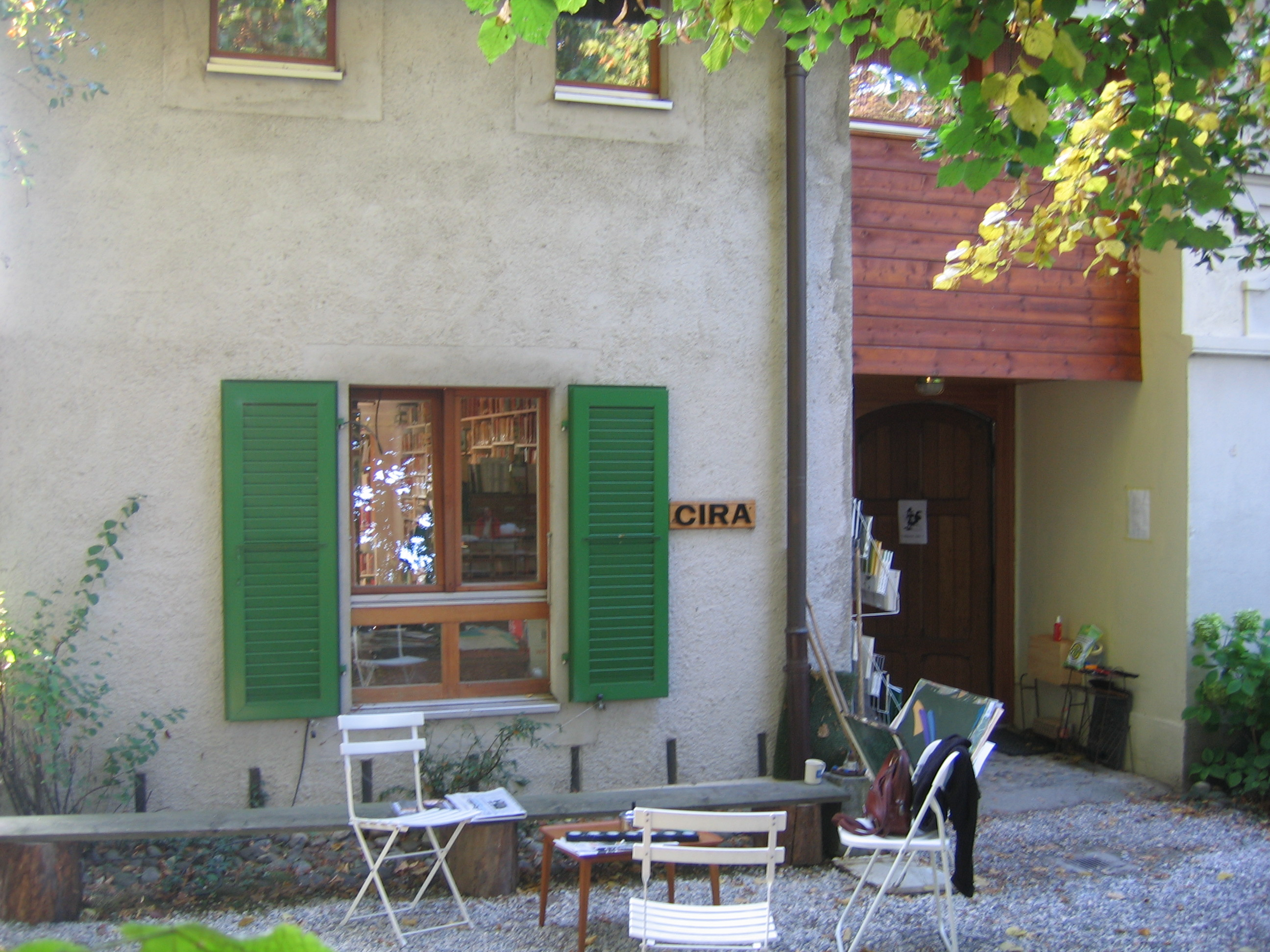
A entrada do CIRA em 2007.

Os arquivos anarquistas preservam registros do movimento anarquista internacional em coleções pessoais e institucionais ao redor do mundo. Esta documentação de fonte primária é disponibilizada para os pesquisadores aprenderem diretamente com os anarquistas do movimento, tanto suas idéias quanto suas vidas.
O anarquismo, uma filosofia política antiautoritária de sociedades autogovernadas sem hierarquias, se espalhou principalmente por meio da literatura de propaganda publicada em panfletos, livros e jornais. Os anarquistas têm uma história de arquivamento dos trabalhos escritos do movimento, de registros de suas lutas e existência, e as bibliotecas anarquistas surgiram dessas práticas da memória.

## Coleções independentes

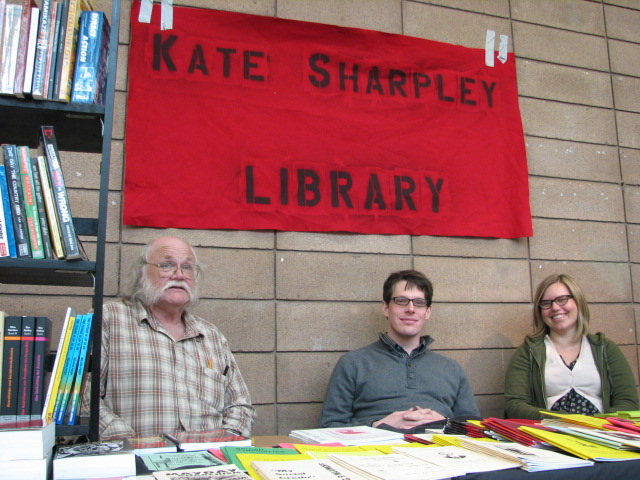
Estande da Biblioteca Kate Sharpley na Feira de Livros Anarquistas da Bay Area 2011

Pequenas coleções independentes incluem a Biblioteca Kate Sharpley e o Projeto de Arquivos Anarquistas de Boston. A Biblioteca Kate Sharpley (KSL) é mantida por um grupo e tem como foco materiais anarquistas espanhóis, com base em doações daqueles que se estabeleceram na Inglaterra após a Guerra Civil Espanhola. A coleção de Kate Sharpley também se estende à história de conflitos de classe. A Galeria Alternativa (ou A Gallery) na Grécia tem um foco mais amplo, do qual o anarquismo é apenas uma parte. O Anarchist Archives Project (AAP) de Jerry Kaplan é um arquivo de 12.000 itens do anarquismo global mantido de forma privada em Cambridge, Massachusetts e desenvolvido de 1982 até pelo menos o final dos anos 1990. Ele tem um foco especial no anarquismo ítalo-americano, baseado em doações individuais, e é mais forte nos materiais sobre o anarquismo americano e canadense do final do século 20. Além de suas coleções anarquistas, inclui alguns itens situacionistas e comunistas do conselho e trocou itens com a Biblioteca Kate Sharpley, que estão localizadas em uma residência particular.
Esses arquivos independentes tendem a ter um foco mais restrito do que seus equivalentes institucionais, cujas outras coleções não são relacionadas ou fazem parte de categorias mais amplas de história da esquerda ou do trabalho. Coleções menores também se beneficiam de conexões pessoais com o movimento, recebendo folhetos e outras coisas efêmeras que as instituições podem perder.

## Coleções institucionais
As principais coleções institucionais incluem a Coleção Labadie da Universidade de Michigan e o Instituto Internacional de História Social da Holanda (IISG). A coleção Labadie começou como um arquivo independente, e o IISG holandês é o mais importante repositório de documentos anarquistas do mundo. Outras coleções em instituições não totalmente dedicadas ao anarquismo incluem a coleção Joseph Ishill na Biblioteca Houghton da Universidade de Harvard. Essas instituições tendem a ter orçamentos de aquisição maiores do que as coleções pequenas e independentes, bem como maquinários mais avançados e espaço e pessoal mais acessíveis. Os documentos mais antigos e raros são provavelmente guardados em instituições, que muitas vezes providenciam o recebimento dos documentos pessoais de um ativista e podem pagar para mantê-los.

## Outras coleções

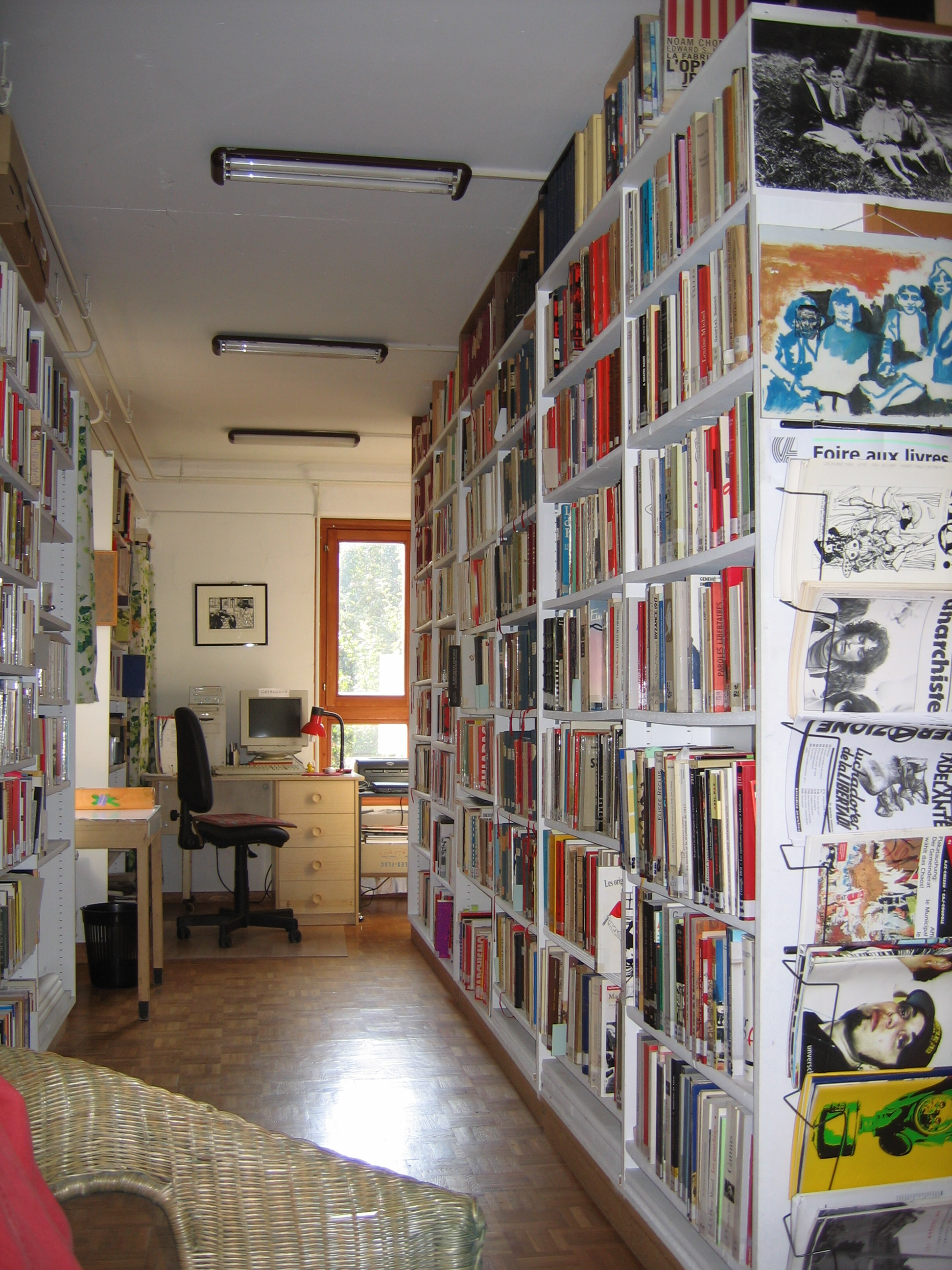
O interior do Centre International de Recherches sur l'Anarchisme em Lausanne, Suíça

Outras coleções anarquistas notáveis incluem Das Anarchiv (Basel), Anarchistisches Dokumentationszentrum (Wetzlar, Alemanha), Centro Studi Libertari "Giuseppe Pinelli" (Milão), Centre d'Etudes et de Documentation Librairie (Lyon), Fundación Salvador Seguí (Madrid), e o Centre International de Recherches sur l'Anarchisme (CIRA) em Lausanne, Suíça, Marselha, França e Fujinomiya, Japão.

## No Brasil

### Arquivo Edgard Leuenroth
O Arquivo Edgard Leuenroth partiu da coleção pessoal do militante anarquista Edgard Leuenroth, que documentou cuidadosamente o período inicial da formação do movimento dos trabalhadores no Brasil. O arquivo foi fundado em 1974, sediado na Universidade Estadual de Campinas, e reune desde então temas abrangentes da luta social no país, integrando, por exemplo, a história do movimento feminista e estudantil. Caio Prado Jr já sabia da relevância do acervo, e propôs à Leuenroth o arquivamento e manutenção por conta própria, este, porém, não aceitou na época.
O militante faleceu em 1968, ano em que entrou em vigência a AI-5, período que causaria muita perdas na luta social, e também na memória das lutas, como, por exemplo, a perda dos documentos de Astrojildo Pereira, que foram tomados, e em parte destruidos, em partes dispersados pela repressão. Muitas iniciativas de salvamento dos arquivos de memória social do Brasil foram feitas por estudiosos norte-americanos, o que por outro lado implicou a expatriação dos materiais.
Logo de sua morte, os pertences de Edgard foram armazenados em um galpão no Brás, onde se temia por sua integridade, dado a pressão do período, inclusive a possibilidade de um atentado com bombas. Familiares do anarquista, principalmente seu filho, Germinal, entraram em contato com Azis Simão, sociólogo e conhecido de Leuenroth, para consultar as possibilidade de salvá-lo. Azis buscou Antônio Candido para auxiliar a operação de salvamento, que seria feita na clandestinidade. Os materiais chegaram na Unicamp, onde os pesquisadores iniciaram o processo de cópia por microfilme, as quais guardaram em um cofre no Citibank, e outra no Instituto Internacional de História Social. Nos oficios do Projeto de Aquisição, os pesquisadores e gestores articularam uma conspiração para encobrir o caráter do material, enfatizando a trajetória humanista, e não anarquista, de Leuenroth, e tratando do conteúdo apenas em sua relevância para a história em geral, sem tocar no seu foco revolucionário.